# Javier Vilanova
Javier Vilanova Pellisa (La Fatarella, Tarragona, 23 de septiembre de 1973) es un sacerdote católico español. Fue nombrado obispo auxiliar de Barcelona el 6 de octubre de 2020.

## Biografía

### Formación
Realizó estudios de Teología. 

### Sacerdocio
Recibió la ordenación sacerdotal en Tortosa, el 22 de noviembre de 1998.
Desarrolló su labor pastoral en la diócesis de Tortosa, donde ocupó diversos cargos: rector del Seminario Diocesano, delegado diocesano de Catequesis y de Pastoral Vocacional y miembro del Consejo Presbiteral y del Colegio de Consultores. También fue rector de las parroquias de Alfara de Carles y del Sagrado Corazón de Jesús de la Raval de Cristo (Roquetas) y rector de Pinell de Bray. Rector del Seminario Mayor Interdiocesano de Cataluña (2018-2020), en el que se forman los seminaristas de siete diócesis catalanas: Tarragona, Gerona, Lérida, Solsona, Tortosa, Urgel y Vich.
En 2016 Vilanova fue nombrado misionero de la Misericordia por el papa Francisco. También colabora habitualmente con la asociación católica Comunidad del Cenáculo que acoge personas que han caído en la drogadicción.

### Episcopado
El 6 de octubre de 2020, el papa Francisco lo nombró obispo titular de Ampurias y obispo auxiliar de Barcelona. Recibió la ordenación episcopal el 20 de diciembre de manos del cardenal Juan José Omella, en la Basílica de la Sagrada Familia.
En la Conferencia Episcopal Española es responsable de las Semanas Sociales de la Subcomisión Episcopal para la Acción Caritativa y Social y responsable del Departamento de Trata de Personas de la Subcomisión Episcopal para las Migraciones y Movilidad Humana.